# 387 av. J.-C.
Cette page concerne l'année 387 av. J.-C. du calendrier julien proleptique.

## Événements
- 31 juillet du calendrier romain[1] : entrée en charge à Rome de tribuns militaires à pouvoir consulaire : Lucius Papirius, Cnaeus Sergius, Lucius Aemilius Mamercinus, Licinus Menentius, Lucius Valerius Publicola[2].

- Fin de l’été : début à Sardes des négociations entre Antalcidas, général spartiate et le satrape  perse Tiribaze (en) qui amèneront l'année suivante la paix d’Antalcidas ou « paix du roi »[3].
- Syracuse occupe Rhêgion qui tombe après onze mois de siège (fin en 351  av. J.-C.)[4].
- La flotte de Sparte, renforcée par 20 trières syracusaines, contrôle la route du blé thrace ; difficulté d'approvisionnement à Athènes[5].
- Denys de Syracuse fonde des colonies à Lissos et Issa, en Illyrie méridionale[6].
- Platon fonde son Académie d'Athènes vers cette époque[7].